# Pañcakarma

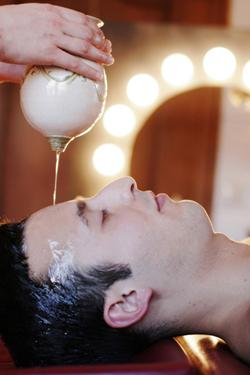
Il trattamento di śirodharā (शिरोधरा) prevede un flusso d'olio continuo versato sulla testa.

Pañcakarma (in sanscrito पञ्चकर्म), con grafia inglese panchakarma, è la procedura principale di disintossicazione oppure il trattamento di purificazione del corpo di una cura Ayurveda. Vari metodi aiutano ad eliminare le accumulazioni tossiche, pezzi d'alimentazione in digeriti (mala) e sostanze inquinanti (ama). L'altra parte della cura ayurvedica si occupa della disintossicazione mentale (ad esempio, brutte esperienze, temi stressanti, conflitti difficili da superare, ecc.).
La cura ayurvedica serve a restituire lo stato originale di energia e di salute (i tre doṣa: vāta, pitta e kapha) e il suo intero processo si divide in tre fasi:
1. Puvakarma - pre-trattamento, trattamenti esterni ed interni
2. Panchakarma - trattamento principale
3. Paschatkarma - post-trattamento, fase di rigenerazione

La parola pañcakarma si compone dalle due parole pañca che significa «cinque» e karma che significa azione. Infatti il pañcakarma implica cinque diversi trattamenti (azioni) per la purificazione del corpo che vengono effettuati con maggiore o minore intensità, secondo i motivi e le condizioni di salute della persona. Le essenziali cinque azioni di purificazione per eliminare i tossici dal corpo sono: 
1. vomito (vamana)
2. purga (virecana)
3. clistere (basti)
4. pulizia delle cavità nasali (nasya)
5. terapia di purificazione del sangue (raktamokṣaṇa)

All'occidentale o precisamente per gli ospiti occidentali gli esperti usano normalmente una terapia più leggera del pañcakarma che non include il vomito o la purificazione del sangue. Un'alternativa possibile al vomito è la purgazione.
Per supportare l'efficacia di pañcakarma l'alimentazione deve corrispondere al tipo individuale di costituzione ed altri trattamenti e tecniche di rilassamento  saranno utile, ad esempio dieta leggera e bilanciata, trattamenti di oliazione interna (con il cibo) ed esterna tramite diversi tipi di massaggi con olio e in conclusione riposo.
Una cura classica può durare da (7-) 14 a 21 giorni e in causa particolare a 28 giorni. 